# Kjetil-Vidar Haraldstad
Kjetil-Vidar Haraldstad (nacido en Øyer, Noruega; el 28 de junio de 1973), más conocido como «Frost», es el baterista de las bandas noruegas de black metal Satyricon y 1349. A los 20 años se unió a Satyricon como músico de sesión y desde entonces ha permanecido en la banda como uno de los miembros oficiales junto a Sigurd Wongraven.

## Biografía

### 1990-1995
Haraldstad comenzó a tocar la batería en su adolescencia, influenciado por bandas como Venom Hellhammer, Celtic Frost, Bathory y Slayer. En 1993 fue contratado por Satyr y Lemarchand, de la banda Satyricon, para que tocara la batería en la grabación del demo The Forest Is My Throne. Tras la publicación del demo, Frost se convirtió en miembro oficial y en otoño de ese año, Satyricon comenzó la grabación de su primer álbum de larga duración, Dark Medieval Times. Durante aquellas semanas, el guitarrista Lemarchand abandonó la banda para unirse a Ulver, dejando a Satyr y a Frost como únicos miembros de la banda. En septiembre de 1994, Satyricon publicó su segundo álbum de estudio The Shadowthrone. Las grabaciones se realizaron en los estudios Waterfall con la colaboración de Samoth (Emperor) como bajista y guitarrista.

## Discografía
| Satyricon - 1994: Dark Medieval Times - 1995: The Shadowthrone - 1996: Nemesis Divina - 1997: Megiddo (EP) - 1999: Intermezzo II (EP) - 1999: Rebel Extravaganza - 2002: Volcano - 2006: Now, Diabolical - 2008: My Skin is Cold (EP) - 2008: The Age of Nero - 2013: Satyricon - 2017: Deep Calleth upon Death | 1349 - 2003: Liberation - 2004: Beyond the Apocalypse - 2005: Hellfire - 2009: Revelations of the Black Flame - 2010: Demonoir Gorgoroth - 1996: Antichrist - 2001: Destroyer - 2006: Ad Majorem Sathanas Gloriam Otros trabajos - 1994: Reclaim (EP) — Keep of Kalessin - 1999: Blood Must Be Shed (EP) — Zyklon-B - 2005: WW — Gehenna - 2010: The Underworld Regime — Ov Hell |  |

## Kit de baterías
Frost suele usar baterías Mapex, platillos Zildjian y pedales Trick, o baterías Pearl, y platillos Sabian.